# Gymnosporia macrocarpa
Gymnosporia macrocarpa är en benvedsväxtart som beskrevs av M. Jordaan. Gymnosporia macrocarpa ingår i släktet Gymnosporia och familjen Celastraceae. Inga underarter finns listade.